# Jovan Lazarević
Jovan Lazarević (in serbo Јован Лазаревић?; 3 maggio 1952) è un ex pesista jugoslavo.
Ha vinto un bronzo ai Campionati europei indoor di Milano 1982.

## Palmarès
| Anno | Manifestazione          | Sede       | Evento         | Risultato | Misura  | Note |
| ---- | ----------------------- | ---------- | -------------- | --------- | ------- | ---- |
| 1982 | Europei indoor          | Milano     | Getto del peso | Bronzo    | 19,65 m |      |
| 1983 | Giochi del Mediterraneo | Casablanca | Getto del peso | Oro       | 20,05 m |      |
| 1984 | Europei indoor          | Göteborg   | Getto del peso | 6º        | 20,01 m |      |
| 1987 | Giochi del Mediterraneo | Latakia    | Getto del peso | Argento   | 19,06 m |      |

## Campionati nazionali
- 4 volte campione nazionale nel getto del peso (1982/1983, 1987/1988)